# Apparat (musicien)
Pour les articles homonymes, voir Apparat.
Apparat, de son vrai nom Sascha Ring, né le 27 juin 1978 à Quedlinbourg, est un DJ, compositeur et producteur de musique électronique allemand. Sa musique est originellement de style IDM et devient de plus en plus pop au fil du temps.

## Biographie
Apparat commence une carrière de DJ et de producteur à Berlin dans les années 1990. En 2000, il devient codirigeant du label Shitkatapult mené par T.Raumschmiere aka Marco Haas à Berlin. Ils signeront notamment Phon.O (qui s'occupe également du graphisme), Hakan Lidbo, Clockwise, Fenin, Rechenzentrum, Anders Ilar, Das Bierbeben et créeront la Shitparade. Les rares Français en liaison directe avec le label Shitkatapult sont Ark, Fraction et Electronicat.
Il sort son premier EP, Multifunktionsebene, en 2001. En 2002 sortent Tttrial and Eror dans un style IDM très proche d'Autechre et d'Aphex Twin, et Auf Kosten Der Gesundheit en collaboration avec Modeselektor (Moderat) sur le label d'Ellen Allien, BPitch Control. En 2003, sort Duplex. Il coréalise également le second album d'Ellen Allien, Berlinette, qui devient une référence sur la scène electro. Il sort également l'EP Koax Remixe. En 2004, sort un EP, Can't Computerize It.
En 2005, sort l'EP, Silizium, qui cette fois est qualifié de crossover pop qui comporte notamment des parties chantées, et des instruments aux sonorités acoustiques (saxophone, violon...) et une tonalité triste et lancinante. En 2006, il retrouve Ellen Allien pour la sortie d'un album en commun intitulé Orchestra of Bubbles, et dans la foulée, plusieurs EP : Turbo Dreams Remixes, Way Out Remixes et Jet Remixes. Il remixe également Nathan Fake du label anglais Border Community, et Francesco Tristano sur le tout nouveau label du français Agoria In Fine Records. Il collabore au premier album de Damero qui sortira l'année suivante sur BPitch Control. En 2007, sort Red Planets, un nouveau titre cosigné avec Ellen Allien, sur la nouvelle compilation de celle-ci : Camping Compilation 3. Il sort aussi son album solo intitulé Walls sur lequel il n'hésite pas à faire appel au chanteur Raz Ohara et à utiliser un format pop, plus accessible et moins instrumental que l'electronica IDM. En 2009 sort Moderat en collaboration avec Modeselektor. En avril il reçoit un Qwartz Dancefloor (prix de musique électronique).
En 2011 sort The Devil's Walk chez Mute Records, un album plus pop ou il affirme son chant  dans la quasi-totalité de l'album. Le single Holdon apparait dans la bande-annonce du film de ski Light the Wick du Teton Gravity Research. Le titre Goodbye apparait dans l'épisode final de la quatrième saison de Breaking Bad et dans la bande annonce du film De rouille et d'os, Prisoners ainsi que dans le générique de la série Dark,. Le titre Black Water apparait dans le second épisode de la sixième saison de Skins.
En 2017, après huit ans de collaboration fructueuse avec le duo Modeselektor au sein du groupe Moderat, ce dernier décide courant août de se séparer pour une période indéterminée afin de se concentrer chacun sur leurs projets solo. En 2019, le single Goodbye est la musique principale de la bande-annonce du film L'Intervention de Fred Grivois qui raconte la prise d'otages de Loyada. En mars 2019, l'album LP5 est nommé d'un Grammy dans la catégorie « meilleur album dance/électronique ».

## Discographie

### En solo

#### Albums studio
- 2001 : Multifunktionsebene (Shitkatapult)
- 2003 : Duplex (Shitkatapult)
- 2007 : Walls (Shitkatapult)
- 2008 : Things to Be Frickled: Parts & Remixes (Shitkatapult)
- 2010 : DJ-Kicks (!K7 Records)
- 2011 : The Devil's Walk (Mute Records)
- 2013 : Krieg und Frieden
- 2019 : LP5
- 2020 : Soundtracks: Capri-Revolution
- 2020 : Soundtracks: Stay Still
- 2020 : Soundtracks : Dämonen
- 2020 : Soundtracks: Equals Sessions

#### Singles et EP
- 2001 : Algorythm
- 2002 : Tttrial and Eror
- 2003 : Koax
- 2004 : Can't Computerize It
- 2004 : Duplex.Remixes (Shitkatapult)
- 2004 : Shapemodes
- 2005 : Silizium (Shitkatapult)
- 2005 : [mpulsive! Revolutionary Jazz Reworked (Impulse! Records)
- 2006 : Berlin, Montreal, Tel Aviv (Shitkatapult)
- 2007 : Holdon (Shitkatapult)
- 2010 : Sayulita (DJ-Kicks) (!K7)
- 2012 : Candil de la Calle

### En collaboration

#### Albums studio
- 2006 : Orchestra of Bubbles (BPitch Control) avec Ellen Allien
- 2009 : Moderat (BPitch Control) avec Modeselektor (sous le nom Moderat)
- 2013 : II (Monkeytown Records) avec Modeselektor (sous le nom Moderat)
- 2016 : III (Monkeytown Records) avec Modeselektor (sous le nom Moderat)
- 2023 : MORE D4TA (Monkeytown Records) avec Modeselektor (sous le nom Moderat)

#### Singles et EP
- 2003 : Auf Kosten Der Gesundheit (BPitch Control) avec Modeselektor (sous le nom Moderat)

## Distinction
- 2019 : David di Donatello : Meilleur musicien pour Capri-Revolution
- 2019 : LP5 : nommé d'un Grammy dans la catégorie « meilleur album dance/électronique »[6]